# Lánský potok (přítok Labe)
Lánský potok je malý vodní tok na území Pardubic.

## Pramen
Upravený a udržovaný pramen Lánského potoka zvaný Čivická studánka či též Kokešovská studánka se nachází v místní pardubické části Kokešov v lese za elektrotechnickou továrnou stojící u křižovatky silnice I/2 Pardubice – Přelouč a silnice Lány na Důlku – Bezděkov. U lánské silnice se u jihovýchodního rohu průmyslové zóny nachází malé parkoviště, ze kterého vede k prameni pěšina se zeleně značenou turistickou trasou 4289. Pramen Lánského potoka je spojován s kultem Panny Marie, bývaly mu přisuzovány zázračné schopnosti a dodnes je obyvatelstvem často využíván k odběru vody. V roce 1867 zde přenocovali tři slovenští dráteníci a jednomu u nich Juraju Hutarovi se zjevila Panna Marie. Karel Chotek z Chotkova, kterému místní les patřil, nechal pramen upravit a postavit zde Mariánský sloup. Ten byl později přemístěn do prostoru dnešní kaple Panny Marie Bolestné. V roce 1869 zde byla Karlem Chotkem a jeho ženou postavena první dřevěná kaple. Místo se stalo poutním. V roce 1995 byla studánka zrekonstruována a v letech 1996 – 1997 zde byla postavena kaple nová zděná.

## Průběh toku
Tok Lánského potoka sleduje přibližně severní směr. Asi 300 metrů od pramene vtéká potok do nevelkého Crkáňského rybníka. Pod jeho hrází opouští les a dále teče poli stále k severu. Asi po 700 metrech podtéká železniční trať Kolín - Česká Třebová a po dalších přibližně 400 metrech mění směr na severovýchodní. Před tím, než dospěje k Lánům na Důlku, přijme zprava jediný významnější přítok, netrvalou vodoteč odvodňující pole jihovýchodně od vsi. Lánský potok východně obtéká centrum vesnice, které se nachází na malém návrší, přičemž změní směr na severozápadní. Asi 350 metrů severně od okraje obce se zleva vlévá do Labe.